# Полет 111 на „Алайд Еър“
Полет 111 на „Алайд Еър“ е международен товарен полет от международното летище „Муртала Мухамед“, Лагос, Нигерия, до международното летище „Котока“, Акра, Гана, управляван от „Алайд Еър“. На 2 юни 2012 г. самолетът „Боинг 727-221F“, който изпълнява полета, се разбива при кацане на международното летище „Котока“ и убива 10 души на земята. Всички 4 души екипаж на борда на машината оцеляват в катастрофата. Времето в района на инцидента е дъждовно с нулева видимост, което принуждава екипажа да заходи към летището само по инструменти и с изключен автопилот, в режим на ръчно управление.
Комисията за разследване на произшествия на правителството на Гана стига до заключението, че причината за катастрофата е пилотска грешка. Пилотът не преценява добре разстоянието до пистата, което е недостатъчно, за да позволи на самолета да спре безопасно. Разследването смята, че и двамата пилоти вероятно са твърде фокусирани върху кацането и не обръщат внимание на лошите метеорологични условия. Екипажът на полета също не задейства скоростната спирачка, което допринася за излизането на самолета от пистата. Това е вторият най-смъртоносен инцидент в историята на авиацията на Гана.